# Konstantin III., kralj Škotske
Konstantin III. Ćelavi (škot. Còiseam mac Chailein) (?, oko 970. – kod Rathinveramona, 997.), škotski kralj od 995. do 997. godine; sin kralja Culena († 971.) i odvjetak dinastije Alpina. Naslijedio je rođaka, kralja Kennetha III., koji je ubijen u organiziranoj uroti 995. godine. Vladao je svega dvije godine, kada ga ubija Kenneth III., koji ga je naslijedio na prijestolju.
Smatra se da je bio oženjen, ali nije imao djece, čime je izumro njegov ogranak dinastije Alpina, koji je započeo s kraljem Aedhom.

## Vanjske poveznice
- Konstantin III., kralj Škotske - Britannica Online (engl.)
- Kralj Konstantin III. Škotski (995.-997.) - britroyals.com (engl.)
- Kralj Konstantin III. - undiscoveredscotland.co.uk (engl.)

| Prethodnik:             | Kralj Škota (995. - 997.) | Nasljednik:               |
| Kenneth II. (971.-995.) | Kralj Škota (995. - 997.) | Kenneth III. (997.-1005.) |